# 利利 (澳大利亞國會選區)
利利選區（英語：Division of Lilley），是澳大利亞昆士蘭州的下議院選區，位於州府布里斯班東北。面積147平方公里。
選區始於1913年，名字是紀念第四任州長創辦人查爾斯·利利。過去是工黨和保守政黨競爭的選區，但1998年起當區議員為工黨的韋恩·斯旺。